# Duché de Praslin
Pour les articles homonymes, voir Praslin.
Le duché de Praslin est un duché français, créé en 1762 au bénéfice de membres de la Maison de Choiseul. Son nom provient d'un fief d'un rameau des Choiseul, seigneurs de Chevigny (au nord de Semur-en-Auxois), une branche cadette des Choiseul, seigneurs d'Aigremont, elle-même branche puînée de la Maison de Choiseul.
Les Choiseul, seigneurs de Chevigny reçoivent les fiefs de Chevigny, de Praslin et de/du Plessis(-Praslin ou -St-Jean) par le mariage en 1479 de Pierre Gallehaut (III) de Choiseul sire de Doncourt et de Fresnoy, fils cadet de Pierre Gallehaut II de Choiseul d'Aigremont, avec Catherine, dame de Chevigny-en-Auxois à Millery et héritière de/du Plessis et de Praslin, fille de Thibaut du Plessis et d'Antoinette de Jaucourt-Villarnoult. Pierre et Catherine eurent plusieurs enfants, dont Jean (l'aîné), et Nicolas (puîné), sont les auteurs des deux branches des Choiseul-Chevigny qui suivent.

## Les branches des Choiseul-Praslin

### Ducs de Praslin (aînés des Choiseul-Chevigny)
Cette branche, issue de Jean de Choiseul-Chevigny ci-dessus, n'a pas les seigneuries de Praslin ni de Plessis-Praslin.
César Gabriel de Choiseul-Praslin, comte de Chevigny, obtient l'érection de sa terre de Montgauger en duché-pairie le 21 novembre 1762 (lettres patentes enregistrées devant le Parlement de Paris le 10 décembre 1762), puis le transfert du duché tourangeau vers Vaux-le-Vicomte, sa nouvelle acquisition, le 27 août 1764.
Charles-Félix de Choiseul-Praslin (1778-1841), arrière-petit-fils du précédent, est appelé à la chambre des pairs le 4 juin 1814 (pair « à vie »). Maintenu aux Cent-Jours, il fut révoqué par l'ordonnance du 24 juillet 1815. Louis XVIII le rappela de 21 novembre 1819 et le fit duc et pair pair héréditaire (sans majorat).
Charles de Choiseul-Praslin (1805-1847), fils du précédent, député de Seine-et-Marne (1839-1842), pair de France (1845-1847), fut le protagoniste de la célèbre affaire Choiseul-Praslin
Le titre ducal de Praslin est encore porté à ce jour :
1. César Gabriel de Choiseul-(Praslin), comte de Chevigny (1712-1785) ;
2. Renaud César de Choiseul-Praslin (1735-1791), député aux États généraux de 1789 ;
3. Antoine-César de Choiseul-Praslin (1756-1808), député aux États généraux de 1789 ;
4. Charles-Félix de Choiseul-Praslin (1778-1841), (duc et pair en 1819) ;
5. Charles Théobald de Choiseul-Praslin (1805-1847) ;
6. Gaston Louis Philippe de Choiseul-Praslin (1834-1906)
7. Marie Jean Baptiste Gaston de Choiseul-Praslin (1876-1937) ;
8. Marie César Gabriel de Choiseul-Praslin (1879-1966), frère du précédent ;
9. Jean de Choiseul-Praslin (1915-2002) ;
10. Raynald de Choiseul-Praslin (1945-), neveu du précédent.

### Seigneurs et barons de Praslin (cadets des Choiseul-Chevigny)...
Il s'agit du rameau puîné des Choiseul-Chevigny, issu de Nicolas de Choiseul-Praslin, fils cadet de Pierre Gallehaut (III) de Choiseul sire de Doncourt-et-Fresnoy et de Catherine du Plessis de Chevigny de Praslin, rameau qui détenait effectivement Praslin et Plessis(-Praslin ou -St-Jean), alors que le frère aîné de Nicolas, Jean de Choiseul-Chevigny, continua les sires de Chevigny jusqu'aux ducs de Praslin vus plus haut.
- Ferry Ier de Choiseul († 1569 à Jarnac), fils dudit Nicolas et mari d'Anne-Françoise de Béthune-Locres, vicomtesse d'Ostel (cousine issue de germain de François de Béthune, le père de Sully), est seigneur de Praslin et du Plessis, baron de Chitry. 
  - Ses descendants furent marquis de Praslin à partir de son fils aîné le maréchal Charles († 1626 ; voir ci-dessous) ;
  - alors que son fils benjamin Ferry II a donné : 
    - les comtes de Plessis-Praslin, devenus les premiers ducs de Choiseul en 1665 avec le maréchal César Ier, fils aîné de Ferry II,
    - et les comtes d'Ostel avec Ferry III, fils cadet de Ferry II ; le fils de Ferry IV et petit-fils dudit Ferry III, Gaston-Jean-Baptiste de Choiseul, comte d'Ostel († 1705), releva le titre de marquis de Praslin en 1690 à la mort de son beau-père et cousin François de Choiseul, marquis de Praslin : voir ci-dessous.

### ... puis Marquis de Praslin
- ????-1626 : Charles de Choiseul-Praslin (1563-1626), marquis de Praslin, seigneur du Plessis-Saint-Jean, vicomte de Chavignon, baron de Chitry, vicomte d'Hostel, marquis de Chaource[3], qui servit sous Henri IV et Louis XIII, maréchal de France, chevalier du Saint-Esprit (reçu le 28 février 1594 en la cathédrale de Chartres[5])

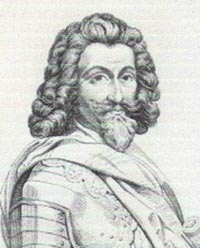
Charles de Choiseul-Praslin (1563-1626)
Blason[5] de Charles de Choiseul-Praslin (1563-1626)

- 1626-1641 : Roger de Choiseul-Praslin[n 1] (vers 1600 - tué à la bataille de la Marfée (près de Sedan), 1641), fils du précédent, marquis de Praslin, mestre de camp général de la cavalerie légère, lieutenant général en Champagne et bailli de Troyes ;
- 1641-1690 : François de Choiseul-Praslin (1612-1690), frère du précédent, marquis de Praslin, baron de Chaource, seigneur de Pargny, de Villiers, de Merderet, de Lantages, de Bouilly, de Souligny, de Vallières et des Granges, mestre de camp d’un régiment de cavalerie (1642), second lieutenant général pour le roi au gouvernement de Champagne (30 janvier 1648), gouverneur de Troyes et lieutenant général des armées du roi en Champagne ;
- 1690-1721 : Marie Françoise de Choiseul-Praslin (1653-1721), fille du précédent, marquise de Praslin ;
  - 1690-1706 : Jean Baptiste Gaston de Choiseul (Blois, 1659 - Milan, 23 octobre 1705), comte d'Hostel, marquis de Praslin (second époux de la précédente), lieutenant général des armées du roi, chevalier de Saint-Louis, lieutenant général au gouvernement de Champagne, gouverneur de Troyes ;
  - 1711-1721[réf. nécessaire] : Nicolas Martial de Choiseul ( † 1760), « chevalier de Choiseul-Beaupré », marquis de Praslin (troisième époux de la précédente), capitaine des vaisseaux du roi ;
- 1721[réf. nécessaire]-1743 : Charlotte Françoise de Choiseul-Praslin (vers 1690 - Praslin (Champagne), 7 décembre 1743), fille de la précédente (née du second mariage avec le comte d'Ostel Gaston-Jean-Baptiste de Choiseul), marquise de Praslin ;
  - 1721-1743[réf. nécessaire] : Claude de Pons (1683-1770), comte de Rennepont, marquis de Praslin (époux de la précédente), dont postérité.

## Armoiries
Écartelé, aux 1 et 4, d’azur à la « croix billettée » d'or ; aux 2 et 3 de gueules au lion couronné d'or qui est Aigremont.

## Châteaux

Châteaux des ducs de Praslin
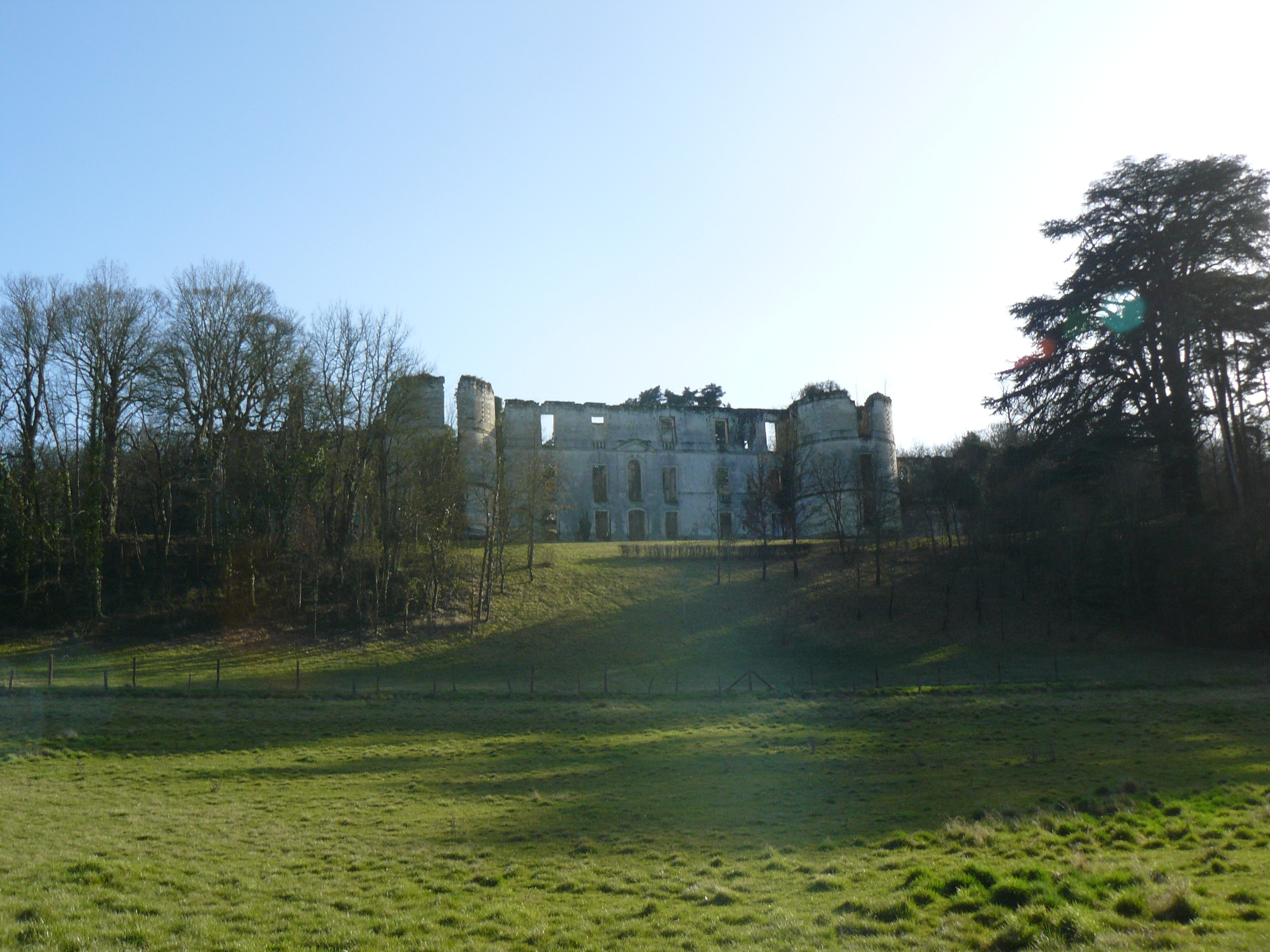
Château de Montgoger
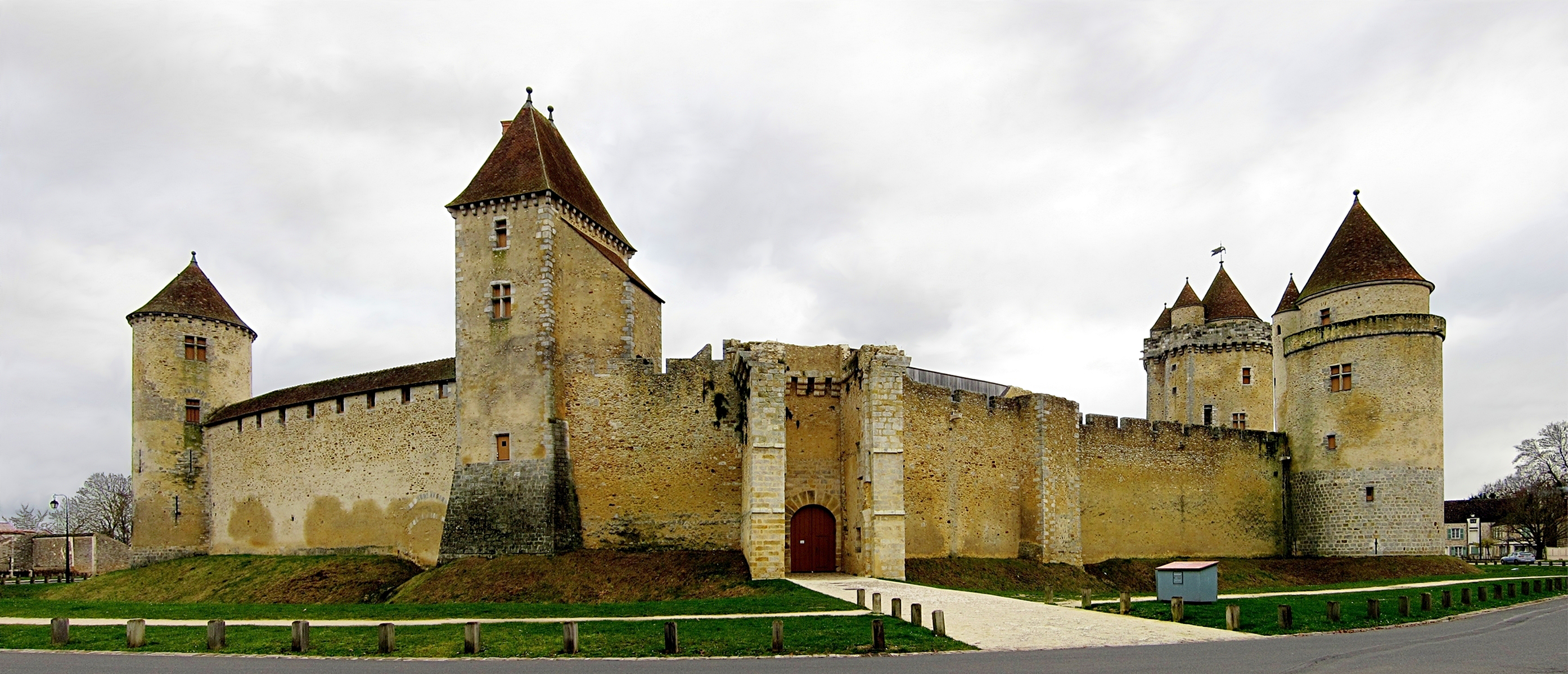
Château de Blandy-les-Tours
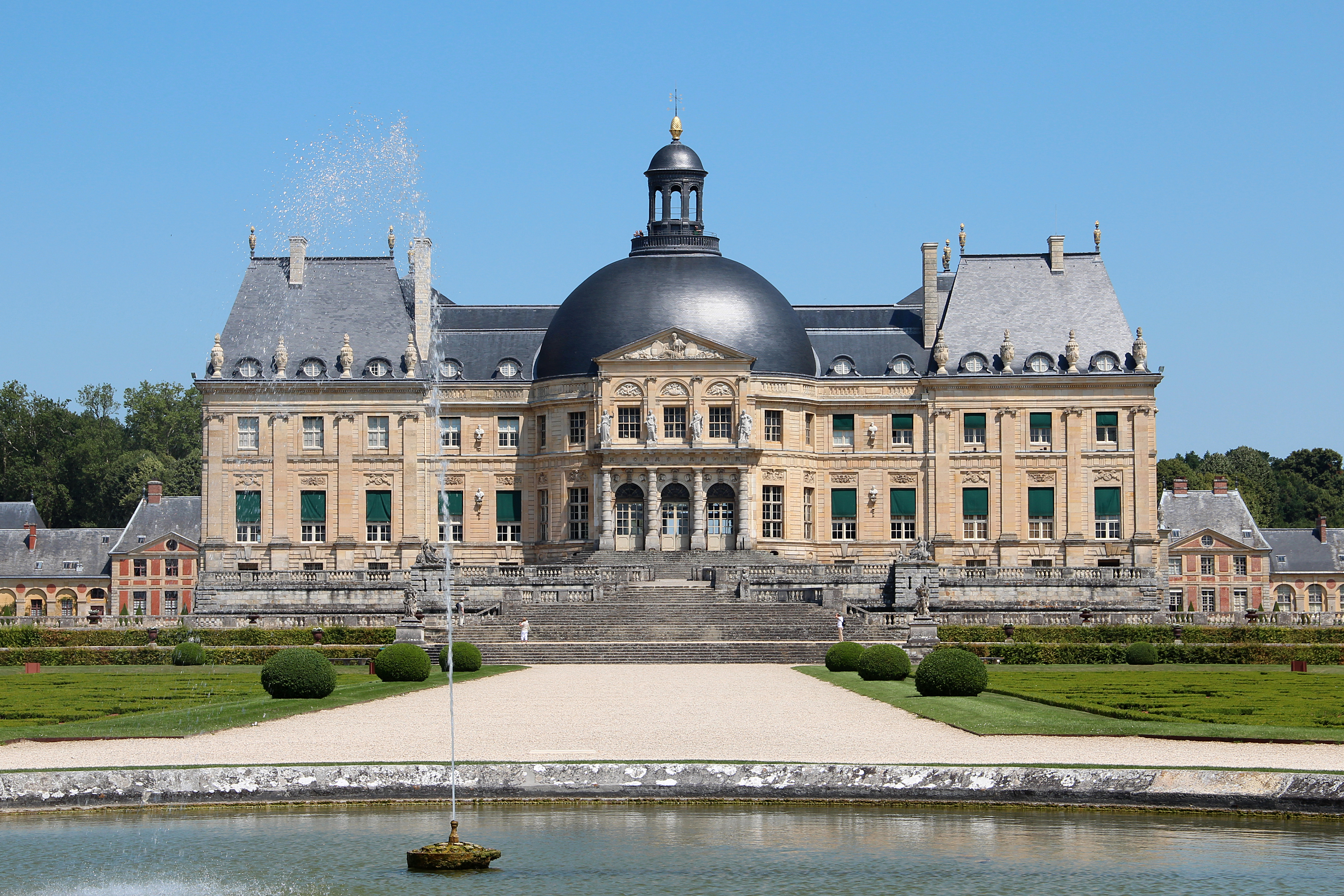
Château de Vaux-le-Vicomte
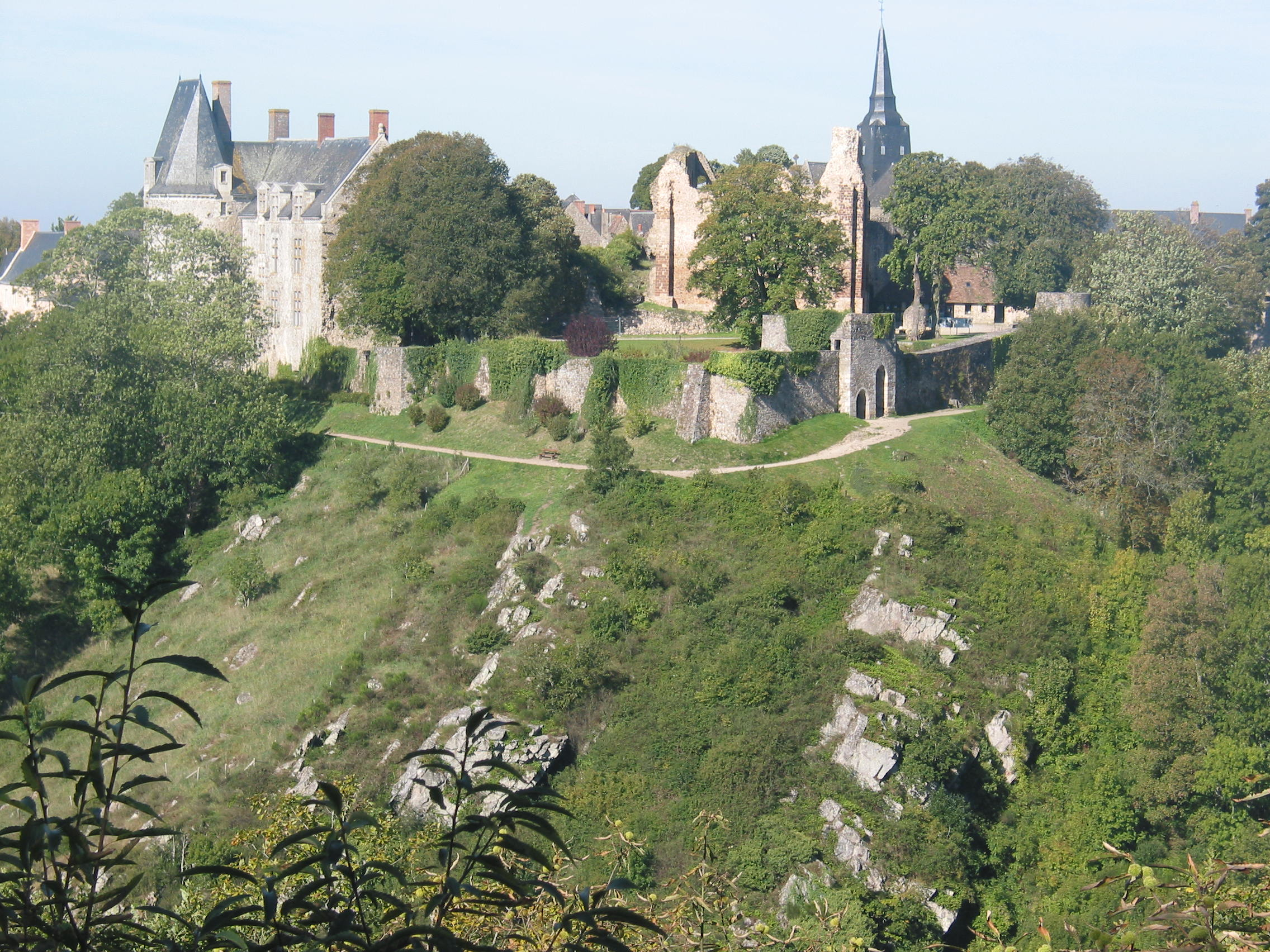
Château de Sainte-Suzanne
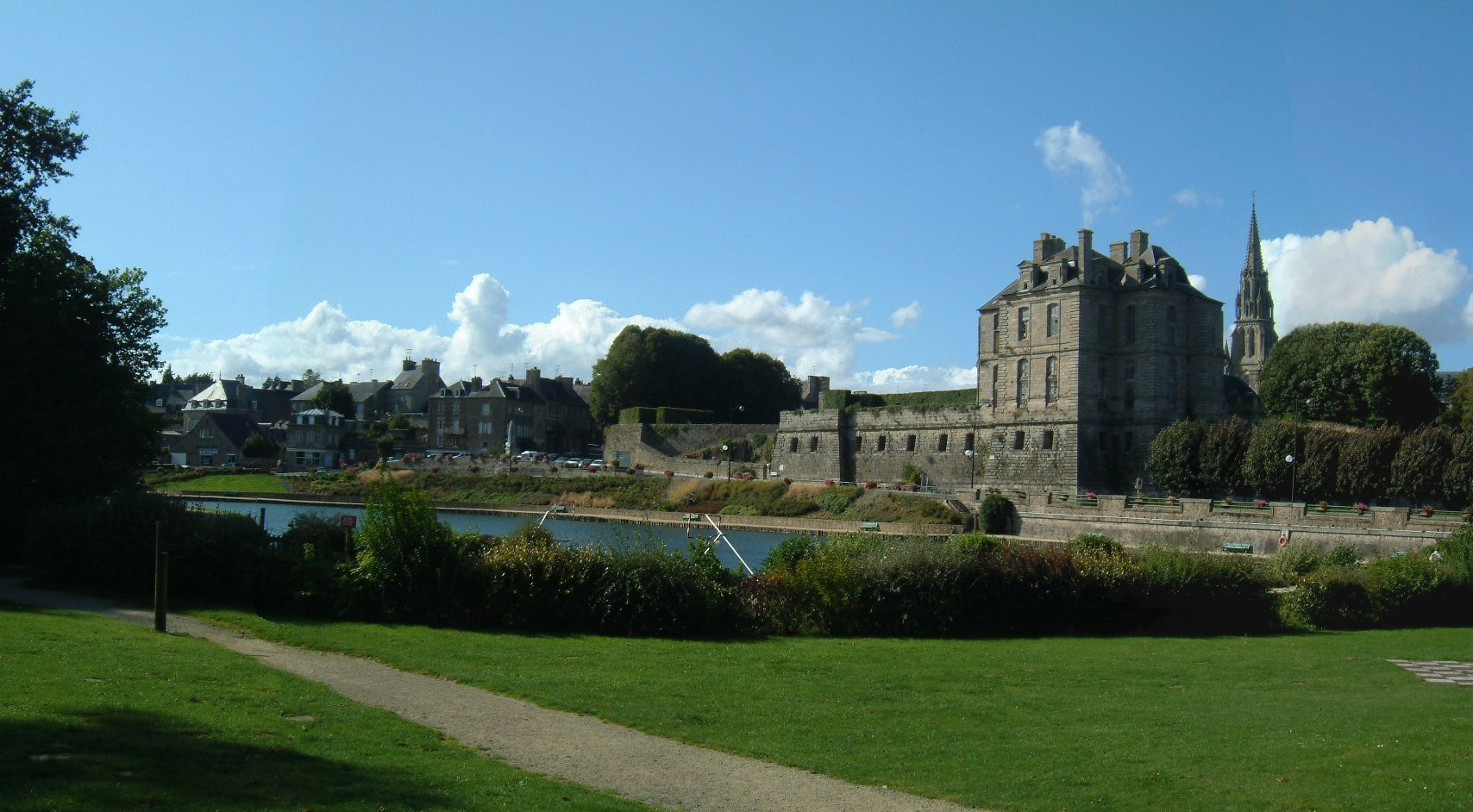
Château de Quintin
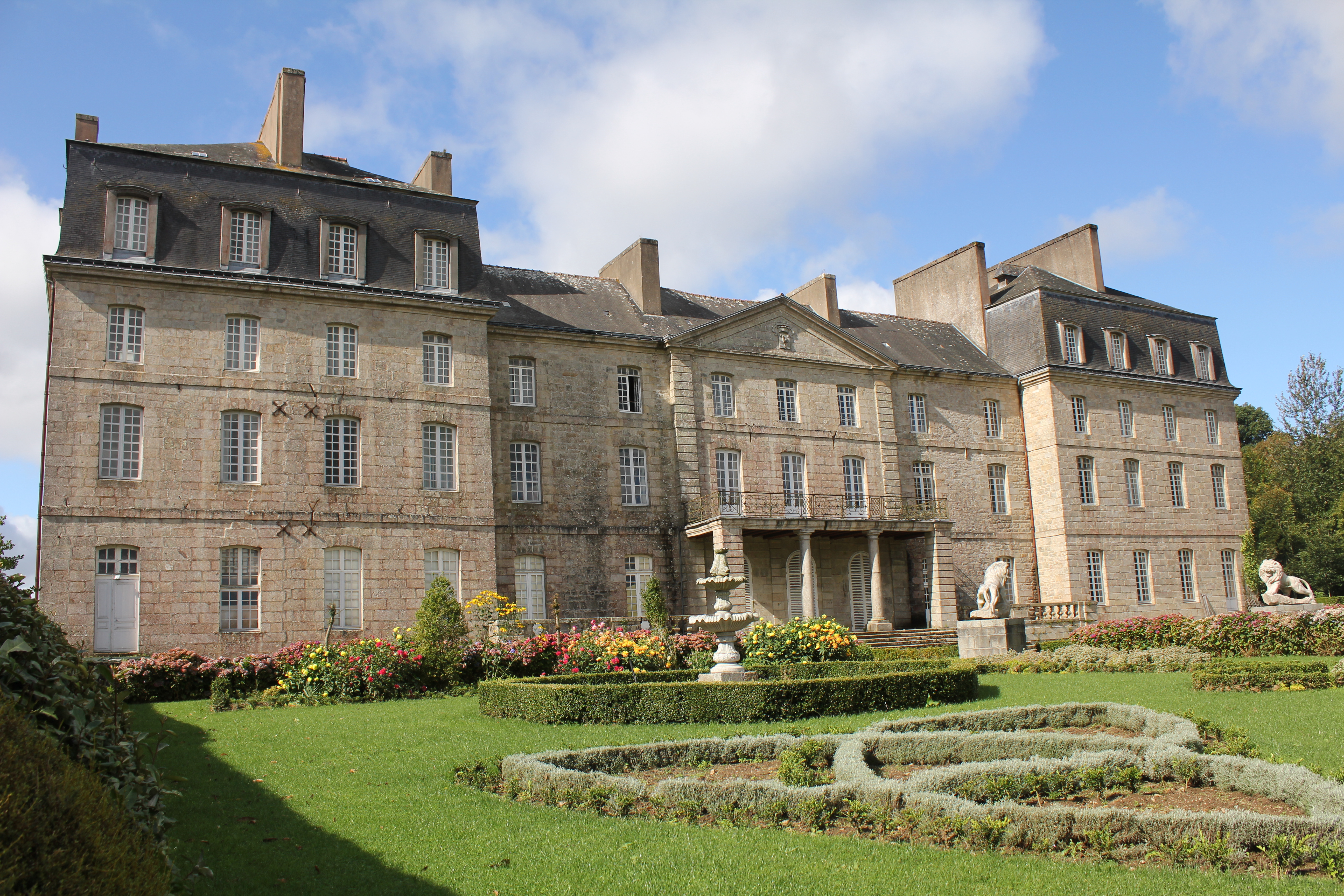
Château de Lorge
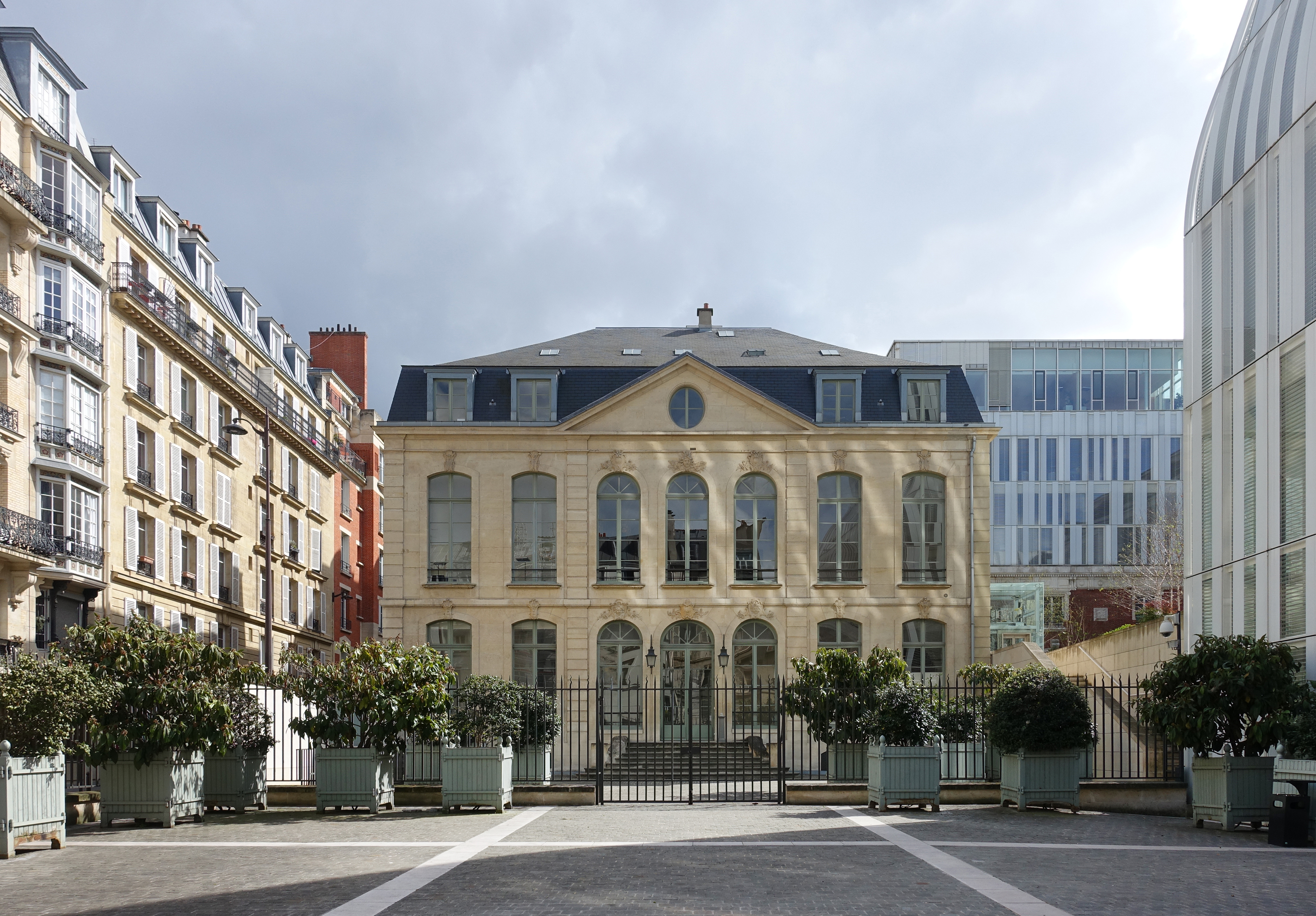
Hôtel de Choiseul-Praslin
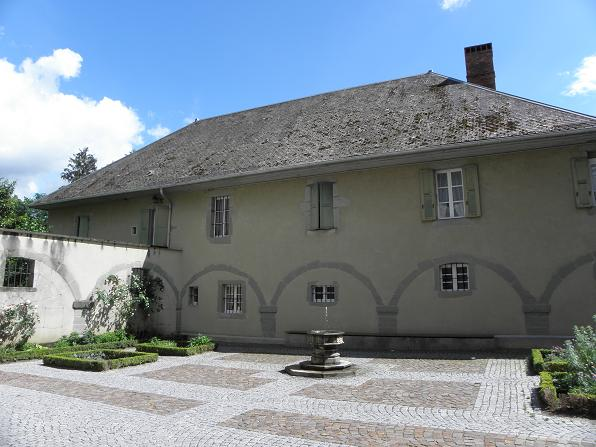
Prieuré du Bourget
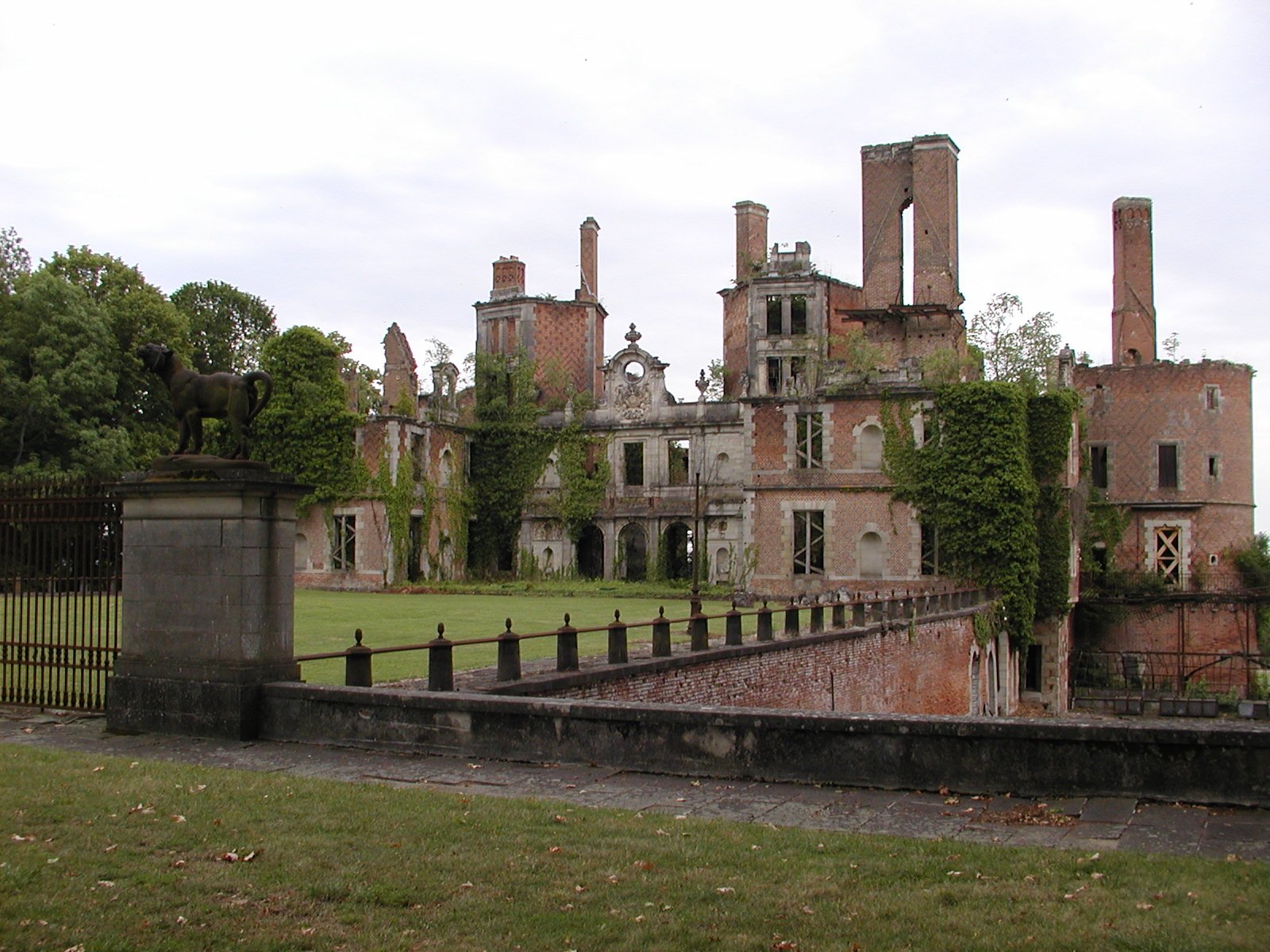
Château de Randan